# Bosconia
Bosconia est une municipalité située dans le département de Cesar, en Colombie.